# Barbara Balzerani
Barbara Balzerani (Colleferro, 16 gennaio 1949 – Roma, 4 marzo 2024) è stata una terrorista e scrittrice italiana, membro delle Brigate Rosse.

## Biografia

### Le origini
Quinta e ultima figlia di un autista di pullman e di un'operaia, Barbara Balzerani nacque a Colleferro il 16 gennaio 1949. Nel 1969 si trasferì a Roma, con l'amica di Colleferro Gabriella Mariani (anche lei in seguito brigatista, arrestata nel 1978), per studiare filosofia, laureandosi nel 1974 e lavorando in un asilo specializzato nell'assistenza a bambini con disabilità. Contemporaneamente iniziò a frequentare gli ambienti della sinistra extraparlamentare, militando in Potere Operaio, organizzazione nella quale conobbe il marito Antonio Marini, da cui in seguito si separò poco tempo dopo.

### Le Brigate Rosse e gli anni di piombo (1975 - 1985)
Nel 1975 aderì alle Brigate Rosse (clandestina dal 1977), di cui fu dirigente della colonna romana, e prese parte a numerosi omicidi, compreso quello di Girolamo Minervini e all'agguato di via Fani. Durante il sequestro di Aldo Moro occupò assieme a Moretti, all'epoca sentimentalmente legata a lui, la principale base operativa brigatista di via Gradoli 96 a Roma. L'appartamento venne affittato tre anni prima da Mario Moretti sotto il falso nome dell'ingegner Mario Borghi (definito «un tipo tranquillo e riservato»).
La base venne scoperta a metà mattina del 18 aprile 1978, quando un condomino del palazzo segnalò una perdita d'acqua che rischiava di allagare il suo appartamento. L'idraulico scoprì che l'infiltrazione era causata dall'appartamento al piano di sopra. Intervennero i pompieri che sfondarono la porta e scoprirono il soffione della doccia lasciato aperto nel bagno.
Né Balzerani né Moretti erano presenti nella base nel momento dell'intervento delle Forze dell'ordine, avendo lasciato l'appartamento all'alba, e scampando così all'arresto. Sulla scoperta della base Moretti dirà in seguito: «non c'è nessun mistero. Barbara, la mattina, in genere è molto confusa ed è anche miope. Probabilmente avrà dimenticato la doccia aperta. Cose che capitano».
Nel 1981 partecipò al sequestro del generale della NATO James Lee Dozier. Dopo l'arresto di Mario Moretti, avvenuto nel 1981, tentò senza successo di gestire la scissione dell'organizzazione, guidando poi la fazione delle "Brigate Rosse - Partito Comunista Combattente", mentre l'altra ala, detta "Brigate Rosse - Partito Guerriglia" fu capeggiata da Giovanni Senzani.

### Arresto ed esiti giudiziari

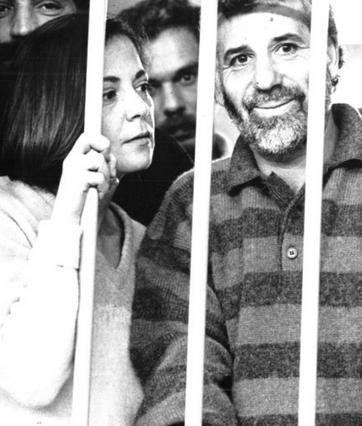
Balzerani e Renato Curcio durante uno dei processi

Dopo il declino e la crisi delle BR, Balzerani fu tra gli ultimi ad essere arrestati il 19 giugno 1985, assieme a Gianni Pelosi. Al momento dell'arresto aveva una pistola calibro 9. In questo periodo, prima dell'arresto, era detta la "primula rossa" delle BR; circa la cattura della Balzerani, molti quotidiani, all'epoca, riportarono la notizia che la terrorista fosse stata sorpresa da agenti in borghese su un autobus di Ostia in seguito a una telefonata fatta alla Polizia da un cliente di un ristorante che l'aveva riconosciuta.
Tale notizia, però, trovò scettici molti esperti dell'antiterrorismo, dal momento che i connotati fisici della Balzerani erano molto mutati rispetto a quelli riportati nelle foto segnaletiche. Dal carcere, rivendicò l'omicidio dell'ex sindaco di Firenze Lando Conti, compiuto dalle BR, e venne condannata all'ergastolo.
Barbara Balzerani non si è mai tecnicamente pentita né dissociata, perlomeno non secondo i percorsi seguiti da altri ex appartenenti all'organizzazione come Adriana Faranda, Valerio Morucci e Alberto Franceschini. Tuttavia, avendo più volte manifestato un atteggiamento critico verso la storia della lotta armata, non può nemmeno collocarsi tra gli "irriducibili" propriamente detti.
Nel 1987, assieme agli altri leader storici delle BR Renato Curcio e Mario Moretti, partecipò ad un'intervista televisiva concessa al giornalista Rai Ennio Remondino, nella quale i tre ex brigatisti concordarono nel considerare conclusa l'esperienza della lotta armata in Italia nell'ottica dei cambiamenti del tessuto sociale nel quale si erano mossi dieci anni prima, e sancirono formalmente la resa definitiva delle BR e l'abbandono della lotta armata.
Nel 1993 dichiarò di provare "un profondo rammarico per quanti sono stati colpiti nei loro affetti a causa di quegli avvenimenti e che continuano a sentirsi offesi ad ogni apparizione pubblica di chi, come me, se ne è reso e dichiarato responsabile". Nel 2003 dichiarò inoltre di non riconoscere motivi di continuità nella ripresa attività delle cosiddette Nuove Brigate Rosse, e definì la scelta della lotta armata e della clandestinità "assolutamente improponibile" nel contesto odierno.
Il 12 dicembre 2006 le fu concessa la libertà condizionale. Tornò definitivamente in libertà, avendo scontato la pena, nel 2011. In seguito lavorò per una cooperativa di informatica, oltre a dedicarsi alla letteratura. Nel gennaio 2018 la Balzerani suscitò delle polemiche per una sua dichiarazione postata sul social network Facebook: "chi mi ospita oltre confine per i fasti del 40nnale?", riferendosi all'anniversario dell'agguato di via Fani.
Morì a Roma il 4 marzo 2024 all'età di 75 anni.

## Opere
- Compagna luna, Milano, Feltrinelli, 1998. ISBN 88-07-17028-0; Roma, DeriveApprodi, 2013. ISBN 978-88-6548-061-8.
- La sirena delle cinque, Santa Croce sull'Arno-Milano, Il Grandevetro-Jaca Book, 2003. ISBN 88-16-28244-4.
- Perché io, perché non tu, Roma, DeriveApprodi, 2009, prefazione di Erri De Luca. ISBN 978-88-89969-72-4.
- Cronaca di un'attesa, Roma, DeriveApprodi, 2011. ISBN 978-88-6548-029-8.
- Lascia che il mare entri, Roma, DeriveApprodi, 2014. ISBN 978-88-6548-087-8.
- L'ho sempre saputo, Roma, Derive Approdi, 2018.
- Lettera a mio padre, Roma, DeriveApprodi, 2020.
- Respiro, Bologna, DeriveApprodi, 2023. ISBN 978-88-6548-466-1.